# Bachgemeinde Wien
Die Bachgemeinde Wien ist eine 1913 in Wien vom philharmonischen Oboisten Alexander Wunderer, Sohn des Komponisten Anton Wunderer, gegründete Vereinigung zur Pflege der Musik Johann Sebastian Bachs. Sie unterhält seit 1938 ihren eigenen Chor, seit 2011 BAchCHorWien (Eigenschreibweise), und ein Orchester und führt u. a. Werke Bachs auf.
1938 bis 1972 fungierte Julius Peter, Kantor der evangelischen Kreuzkirche (Penzing), als Dirigent. Ebenso 1938 hatte Egon Krauss die Leitung der Bach-Vereinigung übernommen. Von 1972 bis 1985 hatte Hermann Furthmoser die musikalische Leitung inne.

## Personen
- Mimi Coertse sang 1969 bei einer von Julius Peter geleiteten Aufführung.
- Katharina von Escherich war 1913 Mitgründerin der Bachgemeinde Wien.
- Hermann Furthmoser war von 1972 bis 1982 künstlerischer Leiter.
- Alfred Hertel wurde 1981 mit der Ehrenmitgliedschaft der Bachgemeinde Wien ausgezeichnet.
- Hans Gillesberger war von 1939 bis 1943 künstlerischer Leiter und dirigierte auch den Madrigalchor der Bachgemeinde.[3]
- Mathilde Kralik wird in ihrem Text als Ehrenpräsidentin der Bachgemeinde Wien bezeichnet.
- Eusebius Mandyczewski motivierte Alexander Wunderer zur Gründung der Bachgemeinde Wien.